# Нитрозомочевина
Нитрозомочевина — химическое соединение, производное мочевины (можно также рассматривать её как производное нитрозамина), а также обобщённое название целой группы нитрозилированных производных мочевины. Производные нитрозомочевины обладают алкилирующими свойствами, блокируют репликацию ДНК, и используются для химиотерапевтического лечения различных злокачественных опухолей.
Общим свойством производных нитрозомочевины является их высокая липофильность и способность по этой причине легко преодолевать ГЭБ и другие тканевые барьеры. Поэтому производные нитрозомочевины часто применяются для химиотерапевтического лечения именно при злокачественных опухолях головного мозга. 